# Невидимий Батальйон
Невидимий Батальйон — адвокаційний правозахисний громадський проєкт про українських військовослужбовиць на війні з Росією (з 2014), права жінок в українському війську, гідну реабілітацію ветеранок російсько-української війни та боротьбу з сексуальним насильством в українській армії, заснований військовичкою Марією Берлінською, засновницею «Центру підтримки аеророзвідки».
Зародився в 2015 році із соціологічного дослідження про участь жінок у війні, проведеного в Києво-Могилянській Академії. Завдяки широкому суспільному розголосу цього дослідження було розширено список посад, доступні жінкам у Збройних силах України: від небойових (як-от діловодка, кухарка, швачка) до бойових (снайперка, танкістка, розвідниця, гранатометниця тощо). Проте дві третини посад в ЗСУ все одно залишалися доступними тільки чоловікам. 
Проєктом випущено документальний фільм «Невидимий Батальйон» про участь жінок в бойових діях на сході України, а також ряд інших заходів: виставку фотографій українських військовичок у Міністерстві оборони України, Верховній Раді України та в Представництві органу ООН-Жінки в Україні.
Разом із Юридичною сотнею досліджено правове положення жінок у секторі безпеки і оборони.
У вересні 2018 року Верховна Рада України ухвалила низку змін до законів щодо забезпечення рівних прав та можливостей жінок і чоловіків під час проходження військової служби у Збройних Силах України та інших військових формуваннях, які, зокрема, дозволили жінкам обіймати генеральські посади у Збройних силах та СБУ. Першою жінкою, що отримала військове генеральське звання, у жовтні 2018 року стала Людмила Шугалей, начальниця Військово-медичного управління СБУ.